# Gnetophyta
Clasa Gnetatae cuprinde un număr mic de gimnosperme. Se cunosc 80 de specii de plante încadrate în această clasă. 

## Caracterele generale ale Clasei Gnetatae
Caracterele generale ale clasei:
- nu are reprezentanți fosili;
- cuprinde specii evoluate.

### Caracterele de superioritate
- prezența în structura lemnului scundar a traheelor alături de traheide;
- tendința florilor de a deveni hermafrodite. La reprezentanții acestei clase florile masculine au si un ovul, care este însă steril;
- prezintă un înveliș floral redus;
- embrionul are două cotiledoane.

## Subîmpărțirea Clasei Gnetatae (după Sârbu, 1999)
| Clasă    | Ordin          | Familie         | Gen         | Specie                       |
| -------- | -------------- | --------------- | ----------- | ---------------------------- |
| Gnetatae | Ephedrales     | Ephedraceae     | Ephedra     | Ephedra distachya (Cârcelul) |
| Gnetatae | Gnetales       | Gnetaceae       | Gnetum      | Gnetum latifolium            |
| Gnetatae | Gnetales       | Gnetaceae       | Gnetum      | Gnetum neglectum             |
| Gnetatae | Gnetales       | Gnetaceae       | Gnetum      | Gnetum gnemon                |
| Gnetatae | Welwitschiales | Welwitschiaceae | Welwitschia | Welwitschia mirabilis        |

1. ↑  A checklist of familial and suprafamilial names for extant vascular plants[*], p. 74 Verificați valoarea |titlelink= (ajutor)